# Joshua Hong
Hong Ji-soo (tiếng Triều Tiên: 홍지수, sinh 30 tháng 12 năm 1995 tại Los Angeles, California, Mỹ), thường được biết đến với nghệ danh Joshua (tiếng Triều Tiên: 조슈아, tiếng Nhật: ジョシュア), là một nam ca sĩ người Mỹ gốc Hàn đang hoạt động ở Hàn Quốc. Anh là thành viên của nhóm nhạc SEVENTEEN ra mắt vào 26 tháng 5 năm 2015 trực thuộc Pledis Entertainment và còn là 1 trong 5 thành viên của unit Vocal Team.

## Tiểu sử
Joshua sinh ngày 30 tháng 12 1995 tại Gwangsan-gu, Gwangju, Hàn Quốc. Anh là con một trong gia đình. Cha mẹ đều là người Hàn Quốc. Tên tiếng Anh "Joshua" được lấy từ nhân vật "Joshua" trong Cựu Ước.
Anh theo đạo Kito giáo vì ảnh hưởng từ cha mẹ. Từ nhỏ, họ thường đến các nhà thờ Hàn Quốc ở Hoa Kỳ. Anh bắt đầu tự học chơi đàn guitar
Thời niên thiếu, Joshua theo học trường Downtown Magnets High School.
Ở tuổi 17, Trong một lần đi chơi với bạn tại một lễ hội của người Hàn ở LA vào năm 2013, Joshua (Seventeen) đã được Pledis tuyển vào công ty.

## Sự nghiệp

### 2013-2015: Thực tập sinh
Năm 2013, công ty Pledis bắt đầu phát sóng một chương trình trực tiếp có tên 17TV trên web online UStream. Trong suốt thời gian lên sóng, các fans đã được mời đến phòng tập của Seventeen để tận mắt theo dõi quá trình thực tập của họ. Các thực tập sinh lần được ra mắt công chúng qua các "seasons" khác nhau của chương trình, một số thực tập sinh khác lại kết thúc quá trình đào tạo của họ sau các concert "Like SEVENTEEN". Joshua tham gia vào mùa thứ 3. Khi còn là thực tập sinh, anh ấy đã tham gia nhiều buổi biểu diễn để tích lũy kinh nghiệm sân khấu và sau khoảng thời gian luyện tập (2 năm 2 tháng), anh đã ra mắt cùng với SEVENTEEN.

### 2015-nay: Thành viên SEVENTEEN
Vào ngày 26 tháng 5 năm 2015, Joshua cùng với các thành viên S.coups, Jeonghan, Jun, Hoshi, Wonwoo, Woozi, The8, DK, Mingyu, Seungkwan, Vernon và Dino đã ra mắt với tư cách là nhóm nhạc nam SEVENTEEN thông qua một showcase trực tiếp kéo dài 1 tiếng trên kênh truyền hình lớn MBC, do Lizzy và Raina của After School làm MC. Trong tập thứ 7 của chương trình "SEVENTEEN Project: Debut Big Plan" trên kênh truyền hình MBC, nhóm đã ra mắt mini album đầu tiên "17 CARAT".
Ngày 1/12/2019 Sweetest Thing được phát hành, (nhạc phim Chocolate), Joshua cùng với các thành viên Wonwoo, DK, Seungkwan, Dino đã thể hiện ca khúc với những giọng ca thật tuyệt vời.

## Tác phẩm âm nhạc

### Bài hát hợp tác
| Năm      | Ngày phát hành  | Tên bài hát | Ca sĩ                        | Lưu ý                   |
| -------- | --------------- | ----------- | ---------------------------- | ----------------------- |
| Năm 2016 | Ngày 12 tháng 2 | Chocolate   | Yoon Jong-shin và vocal Team | [ 4 ] [ 5 ] [ 6 ] [ 7 ] |

### Bài hát cover
| Năm      | Ngày phát hành | Tên bìa                                   | Nghệ sĩ hợp tác         | Tên bài hát gốc                      | Ca sĩ gốc                   | Lưu ý                                                |
| -------- | -------------- | ----------------------------------------- | ----------------------- | ------------------------------------ | --------------------------- | ---------------------------------------------------- |
| Năm 2015 | 20 tháng 3     | Because of You（너 때문에）Acoustic Ver.1 | Jeonghan, DK, Seungkwan | Because of You（너 때문에）          | After School                | [ 8 ] [ 9 ]                                          |
| Năm 2015 | Ngày 9 tháng 5 | Because of You（너 때문에） Ver Ver.2     | Đội hát                 | Because of You（너 때문에）          | After School                | Biểu diễn tại Pops ở Seoul                           |
| Năm 2016 | 17 tháng 3     | 여왕의 기사 (OVERCOME) Acoustic ver.      | Minhuyn (Nu'est)        | 여왕의 기사 (OVERCOME) Acoustic ver. | NU'EST                      | [ 12 ] [ 13 ] [ 14 ]                                 |
| Năm 2017 | Ngày 6 tháng 8 | We Gonna Make It Shine 2017 ver.          | Vocal Team              | We Gonna Make It Shine               | WOOZI, Hoshi, DK, Seungkwan | Biểu diễn tại một buổi hòa nhạc vào ngày 16 tháng 7, |

### Sáng tác
Tên đăng ký của Hiệp hội Bản quyền Âm nhạc Hàn Quốc là "조슈아" hoặc "Joshua" và số đăng ký là 10017315 
| Ngày phát hành           | Album              | Tên bài hát   | Số bài hát   | Lời |
| ------------------------ | ------------------ | ------------- | ------------ | --- |
| Ngày 6 tháng 11 năm 2017 | 《Teen, Age》      | ROCKET        | 100001731908 | ✓   |
| Ngày 5 tháng 2 năm 2018  | 《Director's Cut》 | Falling For U | 100001824254 | ✓   |

#### Bài hát khác
| Ngày phát hành            | Ca sĩ | Tên bài hát     | Số bài hát   | Lời |
| ------------------------- | ----- | --------------- | ------------ | --- |
| Ngày 26 tháng 12 năm 2017 | BUMZU | JUST (Eng Ver.) | 100001807120 | ✓   |

### Nhạc phim
| Năm  | Tên Phim           | Tên Bài hát    | chú thích                           |
| ---- | ------------------ | -------------- | ----------------------------------- |
| 2018 | A-TEEN             | A-TEEN         | Hoshi, Dino, Vernon, Joshua. Woozi  |
| 2019 | A-TEEN season 2    | 9-TEEN         | Seventeen                           |
| 2019 | 초콜릿 (Chocolate) | Sweetest Thing | Joshua, Wonwoo, Dino, Seungkwan, DK |

### Phim và truyền hình
| Năm  | Tên Phim | Vai Trò |
| ---- | -------- | ------- |
| 2019 | A-TEEN   | Cameo   |

### MC
| Năm      | Ngày            | Đài truyền hình | Tên sự kiện                | Thiên nhiên | Nghệ sĩ hợp tác   |
| -------- | --------------- | --------------- | -------------------------- | ----------- | ----------------- |
| Năm 2016 | 22 tháng 12     | Mnet            | M! Countdown               | MC đặc biệt | Hoshi, Key        |
| Năm 2017 | Ngày 5 tháng 1  | Mnet            | M! Countdown               | MC đặc biệt | Hoshi, Key        |
| Năm 2017 | Ngày 19 tháng 8 | Mnet            | KCON 2017 LA               | MC đặc biệt | S.coups, Vernon   |
| 2019     | Ngày 6 tháng 7  | SBS             | Super Concert in Hong Kong | MC đặc biệt | Với Mingyu và Jun |